# Герб Благодарненского городского округа
Герб Благодарненского городского округа Ставропольского края Российской Федерации — опознавательно-правовой знак, составленный и употребляемый в соответствии с правилами геральдики, служащий одним из официальных символов муниципального образования.
Утверждён 26 июля 2011 года как герб Благодарненского муниципального района Ставропольского края и 2 ноября 2011 года внесён в Государственный геральдический регистр Российской Федерации с присвоением регистрационного номера 7153.
27 октября 2017 года переутверждён как герб Благодарненского городского округа.

## Описание и обоснование символики
Геральдическое описание герба (блазон) гласит:

В лазоревом поле на зелёной земле золотой каравай с серебряной заполненной солонкой под выходящей из серебряного облака дланью.
Золотой каравай — символ сельскохозяйственной специфики муниципального образования и хлебосольства его жителей. Рука с открытой ладонью, выходящая из серебряного облака, — символ покровительства, защиты, благословения, божественного покровительства, доброжелательности и радушия. Кроме того, изображение длани олицетворяет ещё и местные природные богатства — плодородные земли и климат, благоприятствующий развитию сельского хозяйства.
Содержательную идею герба также отражают тинктуры поля щита и фигур. Лазурь символизирует честь, благородство, духовность, цвет бескрайнего неба; зелень — природу, здоровье, молодость, жизненный рост; золото — урожай, богатство, стабильность, уважение, интеллект; серебро — чистоту, совершенство и взаимопонимание.

## История

### Проект 2010 года

Проект герба Благодарненского района. 2010 год.

Работа над созданием символики муниципального образования началась в 2008 году:218. 2 июля 2010 года на официальном сайте районной администрации были размещены проекты положений о гербе и флаге района. Разработку символики осуществил Союз геральдистов России (Москва), ранее также принимавший участие в геральдической доработке герба административного центра района — города Благодарного. В авторскую группу вошли: К. Ф. Мочёнов (идея герба и флага), О. Салова (художник и компьютерный дизайн) и К. В. Переходенко (обоснование символики).
Описание проекта герба Благодарненского муниципального района выглядело следующим образом:

В зелёном поле c золотой стеннозубчатой каймой — хлебный сноп того же металла, перевязанный червленью, сопровождаемый в оконечности, поверх каймы золотым мурованным мостом о двух арках, заполненных лазурью.
Стеннозубчатая кайма с девятью бойницами (уступами) обозначала Азово-Моздокскую оборонительную линию (число бойниц соответствовало числу сообщающихся между собой крепостей, входивших в укреплённую полосу), учреждённую в соответствии с указом Екатерины II в 1777 году. Возведение этой системы оборонительных сооружений в том числе способствовало начавшемуся в XVIII веке планомерному освоению земель, впоследствии отошедших к Благодарненскому району Ставропольского края.
Хлебный сноп символизировал зерновое хозяйство — одно из основных направлений экономики Благодарненского района, 80 % территории которого было отведено под пашни, и напоминал о занимаемых муниципальным образованием «лидирующих позициях в производстве и заготовке зерна». Каменный (мурованный) мост с двумя арками, чьё изображение разработчики проекта заимствовали из герба города Благодарного, аллегорически отражал соединение двух частей одного целого: «связь прошлого и настоящего, сохранение традиций и преемственность поколений, взаимосвязь двух муниципальных образований». Голубой цвет (лазурь), заполнявший арки моста, показывал реку Буйволу, на берегах которой «выходцами из южных губерний России» во второй половине XVIII века был основан Благодарный.
Несмотря на соответствие геральдическим правилам и удачную цветовую композицию проекты районной символики, предложенные Союзом геральдистов, не устроили представителей местной власти. В августе 2010 года газета «Благодарненские вести» опубликовала статью «С каким гербом и флагом жить району?», в которой глава районной администрации Н. Сергеев поставил под сомнение обоснованность фигур, изображённых на гербе и флаге. По его мнению, использование символа Азово-Моздокской укреплённой линии (стеннозубчатая кайма) было исторически не оправдано (ни одна из её крепостей не находилась на территории современного района), мост представлял собой «скорее поселенческий (городской, сельский) символ, чем районный», а символ зернового производства (хлебный сноп) являлся неоригинальным и «затасканным». Свои замечания Н. Сергеев дополнил предложением организовать и провести «конкурс по концепции символики». Инициатива администрации была одобрена депутатами Совета района на проведённых в том же месяце публичных слушаниях по проектам решений о гербе и флаге.

### Герб 2011 года

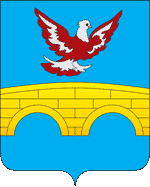
Герб города Благодарного. 2006 год.

3 августа 2010 года глава Благодарненского муниципального района В. А. Юрченко утвердил положение о порядке проведения конкурса на лучший проект районной символики. Участвовать в нём пригласили коллективы предприятий, организаций, учреждений, представителей партий и общественных объединений, а также всех желающих. Однако по сравнению с аналогичным конкурсом, проведённым в 1999 году в городе Благодарном:38, районный конкурс каких-либо значимых результатов не принёс:324, и к работе над эскизами официальных символов Благодарненского района был вновь привлечён Союз геральдистов России:324.
30 июня 2011 года варианты символики, разрабатывавшейся в Благодарненском районе, были рассмотрены на заседании геральдической комиссии при губернаторе Ставропольского края. Глава района И. А. Ерохин представил членам комиссии три основных похода к концепции герба муниципального образования: «1 — использовать фигуру голубя из герба г. Благодарного, обременив её венком; 2 — обыграть название р. Буйволы и изобразить в гербе фигуру буйвола; 3 — сделать „говорящий“ герб, используя этимологию слова „благодарный“, поместив в гербе изображения каравая с солонкой (хлеб-соль) с благословляющей десницей, выходящей из серебряного облака». Первые два варианта были предложены Союзом геральдистов России, а идея третьего принадлежала ставропольскому художнику-геральдисту, члену Союза дизайнеров С. Е. Майорову, также привлечённому к участию в разработке районной символики:321, 324.

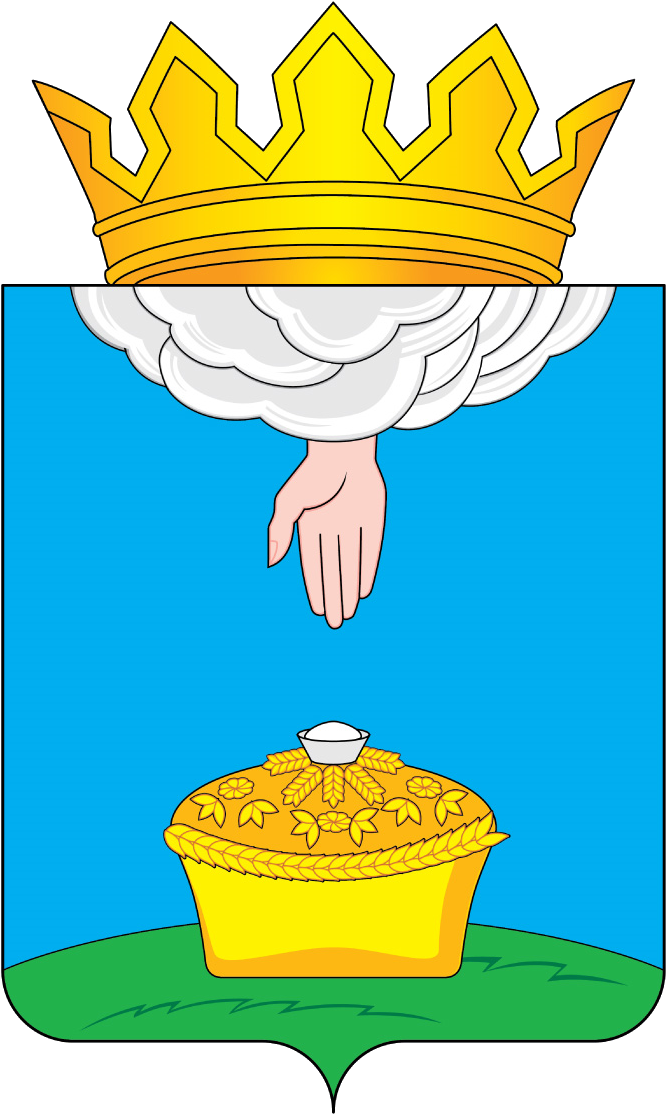
Герб Благодарненского района с муниципальной короной. 2011 год.

Комиссия не поддержала идею изображения на гербе голубя, мотивируя это тем, что его фигура «относится к сугубо городскому явлению районного центра и распространять её на весь район нецелесообразно». Вариант с фигурой буйвола также был отклонён, поскольку название реки Буйволы с этим животным не связано и происходит от искажённого русскими поселенцами тюркского топонима «бийбола»:324. По итогам рассмотрения геральдическая комиссия рекомендовала администрации вместе с районным советом разработать символику на основе третьего подхода к концепции герба, сделав его гласным:324—325.
В окончательном варианте герб представлял собой геральдический щит, в лазоревом поле которого помещались золотой каравай и выходящая из серебряного облака длань:218. 26 июля 2011 года этот символ муниципального образования был утверждён решением Совета Благодарненского района. Принятый депутатами герб разрабатывался авторским коллективом в составе: С. Е. Майоров, К. Ф. Мочёнов (идея герба); О. Салова (художник и компьютерный дизайн) и К. В. Переходенко (обоснование символики).
Созданный при участии Союза геральдистов России герб Благодарненского района был сделан гласным («говорящим»): изображённые в нём каравай и выходящая из облака рука прямо указывали на название района:324—325. Образ каравая с солонкой («хлеб-соль») также связывался с историческим преданием о происхождении этого названия.
В соответствии с «Методическими рекомендациями по разработке и использованию официальных символов муниципальных образований», утверждёнными Геральдическим советом при Президенте РФ 28 июня 2006 года, герб района мог воспроизводиться со статусной короной установленного образца (золотой, с пятью заострёнными зубцами).
2 ноября 2011 года, после прохождения экспертизы в Геральдическом совете, герб Благодарненского муниципального района был внесён в Государственный геральдический регистр РФ под номером 7153:219—220.
1 мая 2017 года Благодарненский муниципальный район преобразован в Благодарненский городской округ.
Решением совета Благодарненского городского округа от 27 октября 2017 года герб и флаг, ранее принадлежавшие району, переутверждены в качестве официальных символов округа:220.